# Koreszczyna
Koreszczyna (ukr. Корещина) – wieś na Ukrainie, w obwodzie połtawskim, w rejonie krzemieńczuckim, w hromadzie Hłobyne. W 2001 liczyła 195 mieszkańców, spośród których 183 wskazało jako ojczysty język ukraiński, 6 rosyjski, a 6 mołdawski.